# سفار مهتييف
سفار مهتييف (بالأذرية: Səfər Mehdiyev) - رئيس اللجنة الحكومية للجمارك في جمهورية أذربيجان، العقيد العام لدائرة الجمارك. 

## سيرة ذاتية
ولد سفار مهتييف في مقاطعة بابك لجمهورية ناختشيفان المتمتعة بالحكم الذاتي في عام 1973. بعد تخرجه من المدرسة الثانوية، أدى خدمته العسكرية.
تخرج سفار مهتييف من جامعة إيجة على التخصص العلاقات الاقتصادية الدولية في 1988. ثم حصل على درجة الماجستير في العلوم المالية من جامعة أذربيجان الحكومية للاقتصاد على تخصص في الاقتصاد والإدارة.
تخرج من جامعة باكو الحكومية في القانون في 2010. كان يبدأ نشاته العمل في زراعة قرية نيهرام مقاطعة بابك لجمهورية نخجوان الذاتية.

## مشواره المهني
بدأ نشاطه العمالي عام 1990 في مزرعة قرية نهرام الجماعية بمنطقة بابك بجمهورية ناختشيفان المتمتعة بالحكم الذاتي في 1990.
```
من عام 
2004
 إلى فبراير 
2006
 عمل منصب نائب رئيس لجنة الجمارك الحكومية لجمهورية أذربيجان، ومن فبراير 
2006
 كنائب أول لرئيس لجنة الجمارك الحكومية لجمهورية أذربيجان. 
```

تم تعيين سفار مهتييف رئيس اللجنة الحكومية للجمارك في جمهورية أذربيجان منذ 23 أبريل عام 2018. 
حصل على أعلى رتبة خاصة برتبة عقيد عام مصلحة الجمارك في 30 يناير 2020.